# Wittenbergplatz

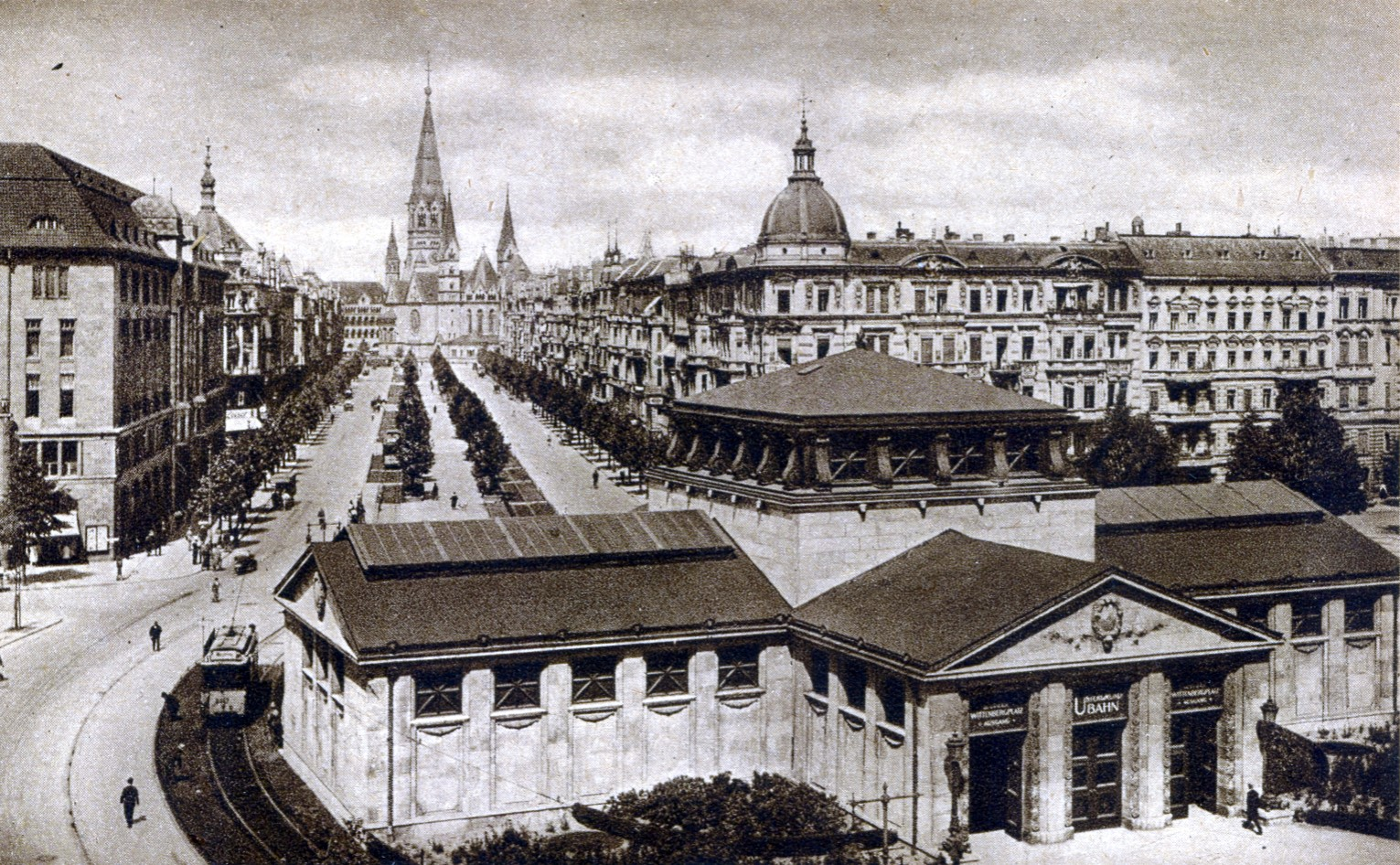
Het plein gezien in westelijke richting aan het begin van de 20e eeuw; op de achtergrond de nog ongeschonden Gedächtniskirche

De Wittenbergplatz is een plein in de Duitse hoofdstad Berlijn. Het plein ligt in de noordwestpunt van het stadsdeel Schöneberg en maakt deel uit van de zogenaamde Generalszug, een as van straten en pleinen die genoemd zijn naar personen en plaatsen die een rol speelden in de Napoleontische Bevrijdingsoorlog. De Wittenbergplatz kreeg zijn naam in 1864, ter herinnering aan de Slag bij Wittenberg (13 januari 1813) en werd in zijn huidige vierkante vorm aangelegd tussen 1889 en 1892. Tot 1920 behoorde het plein tot de zelfstandige stad Charlottenburg, die in het genoemde jaar geannexeerd werd door Groot-Berlijn. In 1938 kwam de Wittenbergplatz door een grenscorrectie op het grondgebied van Schöneberg te liggen.
Het plein wordt in oost-westrichting doorsneden door de as Kleiststraße - Tauentzienstraße en wordt aan de west- respectievelijk oostzijde begrensd door de van noord naar zuid lopende Ansbacher Straße en Bayreuther Straße. Markante gebouwen aan de Wittenbergplatz zijn het Kaufhaus des Westens, het grootste warenhuis van Berlijn, in de zuidwesthoek van het plein en de monumentale kruisvormige stationshal van metrostation Wittenbergplatz, die zich in het midden van het plein, tussen de rijbanen van de Tauentzienstraße bevindt. De meeste overige gebouwen dateren van na de Tweede Wereldoorlog, aangezien het plein tijdens de oorlog grotendeels verwoest werd.